# Ipoganglionosi del colon
L'ipoganglionosi del colon è una malattia congenita caratterizzata da una alterata funzione intestinale dovuta a malformazione del plesso mioenterico. Rappresenta il 5% di tutte le malattie intestinali neurogene.

## Diagnostica
La diagnosi di ipoganglionosi può essere effettuata tramite biopsia intestinale, ma solo se questa coinvolge anche la tonaca muscolare. Nel caso la biopsia sia effettuata solo a livello della mucosa intestinale, la bassa attività dell'acetilcolinesterasi e lo scarso sviluppo del plesso sottomucoso possono essere suggestivi ma non diagnostici. È presente inoltre ipertrofia della muscolaris mucosae.

## Clinica
La malattia è del tutto simile, dal punto di vista clinico, alla malattia di Hirschsprung, sebbene la diagnosi avvenga solitamente a un'età più avanzata. Tra le possibili complicanze vi sono l'ileo, l'enterocolite e il volvolo.